# Siberische tijger
De Siberische tijger (Panthera tigris altaica) is een zeer zeldzame ondersoort van de tijger. De Siberische tijger staat ook wel bekend onder de naam amoertijger, Koreaanse tijger, Mantsjoerijse tijger, Noord-Chinese tijger of oessoeritijger, afhankelijk van waar deze voorkomt. Onderzoek heeft uitgewezen dat de Siberische tijger genetisch gezien bijna gelijk is aan de Kaspische tijger, die in 1970 is uitgestorven. Het is de grootste van de katachtigen.

## Populatie
Het dier komt in het wild nauwelijks nog voor, in 2011 werd de populatie geschat op circa 500 exemplaren. In de eerste helft van de 20e eeuw werd de ondersoort zwaar bejaagd voor de Chinese markt en rond 1940 bereikte de populatie een dieptepunt, met een geschatte 30 tijgers in Oost-Rusland. De genetische diversiteit in het wild is hierdoor beperkt, wat maakt dat genetische afwijkingen gemakkelijk van generatie op generatie worden overgedragen. Anno 2005 werden er 220 Siberische tijgers gehouden in dierentuinen, waar ze zich ook voortplanten, vaak in het kader van een fokprogramma.

## Verspreidingsgebied
Het verspreidingsgebied van de Siberische tijger omvat de beide oevers van de rivieren Amoer en Oessoeri in de Russische krajs Chabarovsk en Primorje (in 1996 werden 415 tot 476 geteld, in 2015 480 tot 540) en een klein percentage (10 tot 50 exemplaren) leeft in het noorden van de Chinese regio Mantsjoerije (Heilongjiang). Onzeker is of de ondersoort nog voorkomt in Noord-Korea. De Siberische tijger leeft vooral aan de uitlopers van het gebergte Sichote-Alin in het district Lazovski van kraj Primorje (ongeveer een zesde van alle Siberische tijgers).
Historisch kwam deze ondersoort voor op het Koreaanse schiereiland, het grootste deel van Mantsjoerije, het Amoerbekken en de oostelijke helling van het gebergte Sichote-Alin.

## Leefwijze
Deze tijger blijft, afhankelijk van de voedselvoorraad, soms jarenlang in een vast territorium. Het territorium kan tot 3.000 km² groot zijn. Ze markeren dat territorium met urine, en krabben aan de bomen. Mannelijke territoria overlappen elkaar nooit, vrouwelijke daarentegen wel. De Siberische tijger houdt vijanden buiten op plaatsen waar hij het nodig acht, zoals een grote voedselbron, of een stuk grond dat tevens aan een wijfje behoort. Wat wel kan is het doorkruisen van het gebied door zowel mannetjes als vrouwtjes, zolang ze er maar niet blijven.

## Voortplanting
Door te krabben op bomen, of door urinemarkeringen laat het vrouwtje weten dat ze klaar is om te paren. Tijgervrouwtjes zoeken een mannetje, omdat de mannetjes een enorm territorium hebben. Het vrouwtje is vruchtbaar gedurende 7 dagen. Het mannetje en het vrouwtje paren meerdere keren, daarna verlaat het mannetje het vrouwtje en gaat hij opnieuw op zoek. De blinde jongen worden geboren na 95 tot 112 dagen. Het zijn er maximaal zeven. De moeder blijft de eerste weken altijd bij haar jongen. Na twee weken breken de tanden door en gaan de ogen open. Na twee maanden wordt de melkproductie bij de moeder verminderd, en eten de jongen al vlees. Tegen een maand of zes kunnen de jongen al ‘jagen’. De welpen zijn zelfstandig na hun eerste jaar, een jaar later kunnen ze al grote prooien doden. Na 3 tot 5 jaar verlaten ze hun moeder om een eigen plaats te veroveren.

## Voedsel en jacht
Een tijger heeft, ondanks zijn grote kracht en goed ontwikkelde zintuigen, maar 10% kans op een prooi. Hij is voornamelijk ’s nachts actief. Net als de meeste katachtigen besluipt hij zijn prooi. Op een afstand 10-25 meter maakt hij een enorme sprong en hapt naar de nek. Het dier verstikt zijn prooi. De tijger trekt zijn prooi vervolgens naar een schuilplaats. Daar eet hij zoveel hij kan, waarna hij de resten verstopt en gaat slapen. Daarna eet hij de resten op. Siberische tijgers zijn echte vleeseters (carnivoren). Ze eten Sika- en edelherten, wilde geiten en zwijnen, apen, elanden, lynxen, beren en ook weleens kleine zoogdieren. Siberische tijgers verschijnen regelmatig op de stranden langs de Japanse Zee. Daar hebben ze het gemunt op herten die zout likken en eten van aangespoeld zeewier.

## Afmetingen en uiterlijke kenmerken

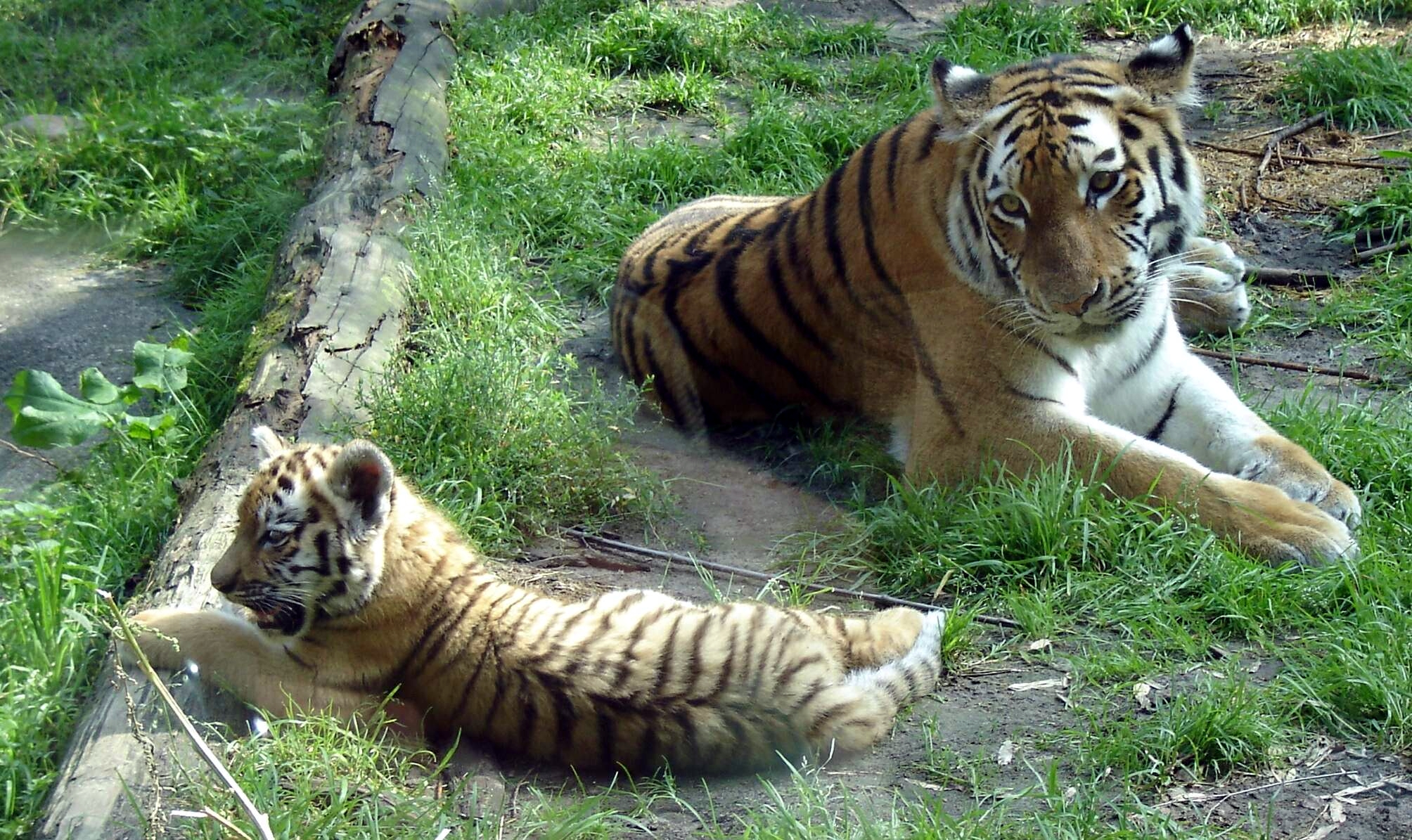
Siberische tijger met een jong.

Een mannetje kan ruim 3,25 meter lang worden (exclusief de staart van 1 meter), een vrouwtje is meestal kleiner. De grootste gevangen tijger aller tijden had een lengte van 3,70 meter. De schofthoogte bedraagt ruim een meter en zijn gewicht varieert van 250 tot 280 kg. Een vrouwtje kan zo'n 7 jongen werpen, na een draagtijd van 95-112 dagen. De paartijd is het hele jaar door en tijgers zijn geslachtsrijp vanaf hun derde jaar. Mannetjes leven solitair. Een tijger kan in het wild zo'n 15 jaar oud worden.
De vacht van de Siberische tijger is oranjebruin tot oranjegeel met verticale bruine tot zwarte strepen. Dit strepenpatroon verschilt in aantal, dikte en vertakkingen per individu. De buikzijde, de wangen en het gebied rond de ogen zijn wit. Ook bestaan er "witte tijgers", met een geheel roomwitte vacht waarop het streeppatroon ligt. Deze zijn meestal een kruising tussen Siberische en Bengaalse tijgers. Deze kleurvariëteit is zo goed als niet voorkomend in het wild, maar een populaire attractie in gevangenschap en zij wordt regelmatig gehouden in dierentuinen, waaronder in ZooParc Overloon.
De Siberische tijger leeft in zeer koude omstandigheden. Hiervoor heeft hij zich aangepast. Hij bezit een dichtere wintervacht met lange haren, die lichter is (geel) dan die van andere tijgers (oranjerood.) Ook heeft hij een vetlaag langs zijn flanken en zijn buik van zo’n 5 cm dik. Dit beschermt hem tegen de ijzige wind en temperaturen van soms wel −45 °C.

## Siberische tijgers in Europese dierentuinen
In 87 Europese dierentuinen leefden in 2005 ca. 220 Siberische tijgers. Daarvan zijn 70 dieren afgekeurd voor het Europese soortbehoudprogramma EEP, omdat ze te oud zijn, onvruchtbaar of om een andere reden.

### Nederland
In Nederland zijn in 2015 Siberische tijgers tegen betaling te zien in de volgende dierenparken: Dierenpark Amersfoort, Safaripark Beekse Bergen, Dierenrijk, Ouwehands Dierenpark, Landgoed Hoenderdaell, ZooParc Overloon en AquaZoo Leeuwarden.

### België
In België hebben Pairi Daiza en Bellewaerde Siberische tijgers.

## Enkele feiten over de tijger
- Tijgers kunnen prooidieren verslepen waarvoor vijf volwassen mensen nodig zouden zijn.
- Tijgers zouden de roep van herten nadoen om ze te lokken. Dit is echter een legende. Als ze zo'n geluid produceren, is dat puur toeval.
- Om te kunnen overleven hebben tijgers tot 10 kg per dag aan voedsel nodig, maar hij kan enkele dagen zonder voedsel.
- Een tijger kan 1.000 km afleggen in 22 dagen.
- De zwaarste Siberische tijger woog 465 kg.

## Symbolisme
De tijger staat afgebeeld op het wapenschild van de Russische kraj Primorje en wordt door veel nationale volkeren in het Russische Verre Oosten, die het sjamanisme aanhangen, vereerd.
Siberische tijger (P. t. altaica) · Noord-Indochinese tijger (P. t. amoyensis) · Balinese tijger (P. t. balica) · Chinese tijger (P. t. corbetti) · Maleise tijger (P. t. jacksoni) · Javaanse tijger (P. t. sondaica) · Sumatraanse tijger (P. t. sumatrae) · Bengaalse tijger (P. t. tigris) · Kaspische tijger (P. t. virgata)